# Обабково
Обабково — упразднённая деревня в Белозерском районе Курганской области. Входила в состав Светлодольского сельсовета. Исключена из учётных данных в 2007 году.

## География
Располагалась на правом берегу реки Мендеря, на расстоянии примерно 2,5 километров (по прямой) к северо-западу от села Светлый Дол.

## История
До 1917 года входила в состав Мендерской волости Курганского уезда Тобольской губернии. По данным на 1926 год деревня Абабкова состояла из 151 хозяйства. В административном отношении входила в состав Мендерского сельсовета Белозерского района Курганского округа Уральской области. Упразднена законом от 04 октября 2007 года № 294.

## Население
По данным переписи 1926 года в деревне проживало 755 человек (361 мужчина и 394 женщины), в том числе: русские составляли 99 % населения, мадьяры — 1 %.
Согласно результатам Всероссийской переписи населения 2002 года, в деревне проживал 3 человека, в национальной структуре населения русские составляли 100 %.